# サハリン2
サハリン2（露: Сахалин-2、サハリン・ドゥヴァ）プロジェクトとは、サハリン州北東部沿岸に存在する石油および天然ガス鉱区と関連する陸上施設の開発プロジェクトの名称。サハリン・エナジーがプロジェクトのオペレーターを務める。
このプロジェクトにおいて、ロシアで初めて天然ガス液化プラントが建設された。このことはロシアのエネルギー政策上重要な意味をもち、後、ガスプロム社が強引にサハリン・エナジー社の株式を取得した理由のひとつとされている。事業本体は100%外資である（#経緯）。なおプラント建設工事は2003年日本の千代田化工建設、東洋エンジニアリングがロシア企業と共同で受注した。
サハリン-2は、それまでほとんど人の手がはいったことのない地域で行われているため、この開発が環境へ与える悪影響を非難する団体などもある。

## 概要
大陸側のニギリ、デカストリを経由してコムソモリスク・ナ・アムーレに繋がる石油パイプラインは1942年から稼働している（オハ油田）。
鉱区はサハリン島(樺太)東北部沖のオホーツク海海底に存在する。原油は約11億バーレル、天然ガスは約18兆立方フィートの推定可採埋蔵量が推定されている。鉱区は主にピルトン(弁連戸 べれんと)・アストフスコエ (Piltun-Astokhskoye)鉱区とルンスコエ（呂郷 ろごう） (Lunskoye) 鉱区に分かれる。前者は主に石油が、後者は天然ガスが埋蔵されていると見られる。
サハリン-2プロジェクトの鉱区は下記：

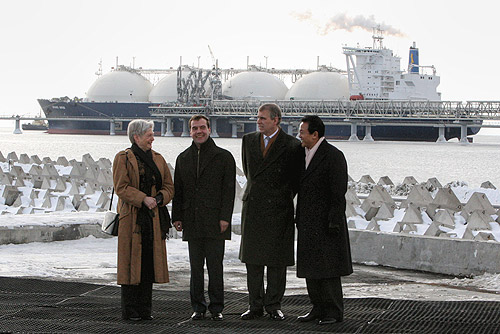
2009年2月18日、サハリン-2プラント稼働式典へ出席した（右から）日麻生首相、英アンドルー王子、露メドヴェージェフ大統領、蘭フーフェン経済相。

- ピルトン-アストフスコエ-A プラットフォーム（モリクパック、PA-A）
- ルンスコエ-A（Lun-A）
- ピルトン-アストフスコエ-B（ロシア語版） プラットフォーム（PA-B）
- 陸上処理施設
- トランス・サハリン・パイプライン
- 石油輸出ターミナル
- LNG プラント[5]

### ピルトン-アストフスコエ-A
ピルトン-アストフスコエ-A鉱区では、モリクパック（Molikpaq）という、洋上で石油やガスを掘削・生産するプラットフォーム（可動式掘削装置）が稼働している。モリクパックは元々カナダ北極圏ボーフォート海での氷海石油探査用に石川島播磨重工業が建造したものであり、カナダから移送され1998年9月サハリン島アストフ鉱区海岸から16kmの位置に設置された。モリクパックの生産能力は原油日量90000バレル、ガス170万立方メートルである。

### ルンスコエ-A

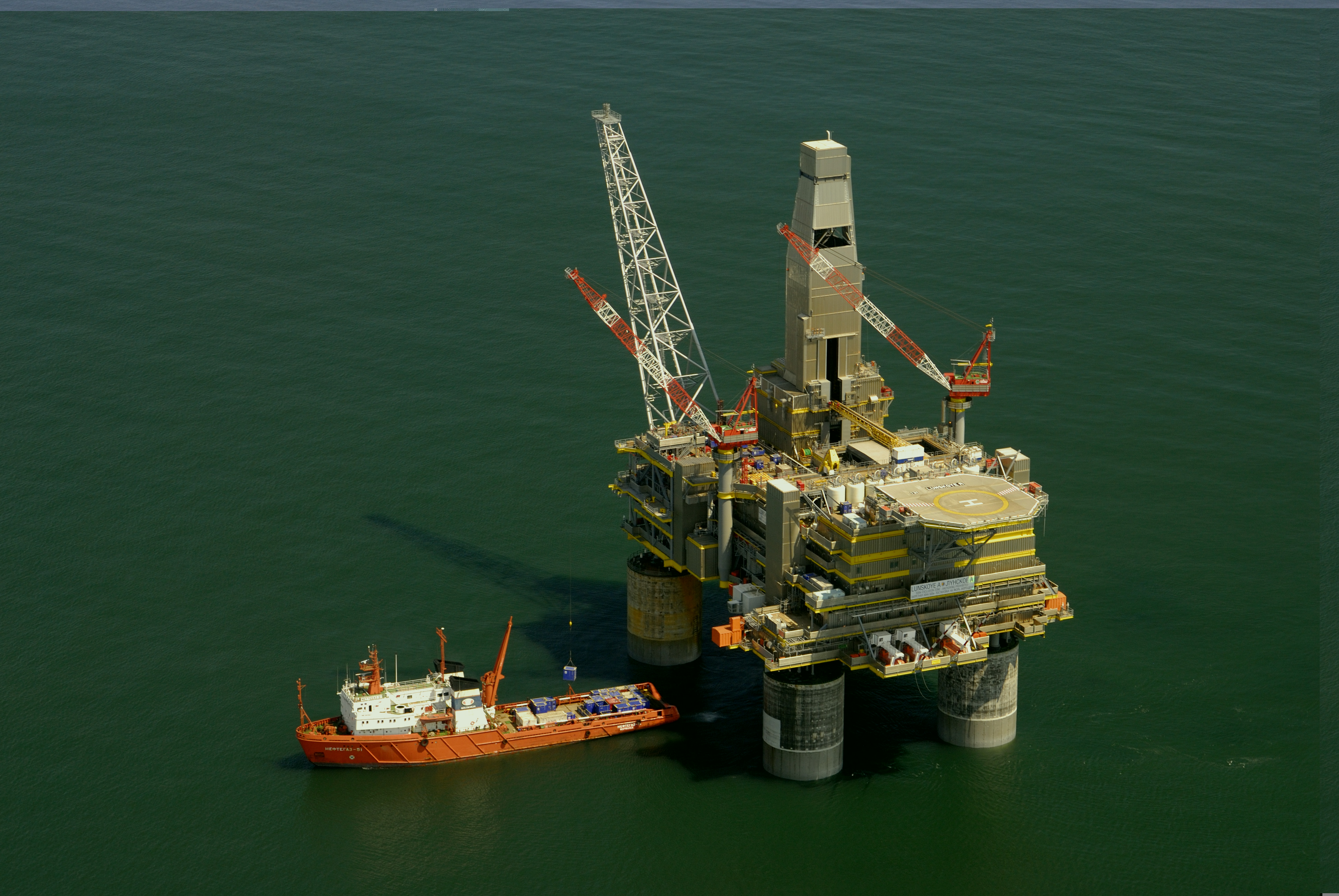
ルンスコエ-A（Lun-A）海上プラットフォーム

2006年6月ルンスコエ鉱区の沖合15kmにあるガス田にプラットフォームが設置された。天然ガス5000万立方メートル、日量5万バレルの液体（水とコンデンセート）と1万6000バレルの石油を生産する能力がある。

### ピルトン-アストフスコエ-B
2007年7月、ピルトン-アストフスコエ油田の沖合12kmにあるピルトン地区にPA-Bプラットフォームが設置された。PA-Bの生産量は、原油日量7万バレル、ガス280万立方メートルである。

### 陸上処理施設
陸上処理施設は、サハリン島北東部内陸7kmのノグリキ地区にあり、ルンスコエとピルトン-アストフスコエからの天然ガス、コンデンセートを処理し、サハリン南部アニワ湾（亜庭湾）にある天然ガス液化プラントにパイプライン輸送するための施設である。

### LNG プラント
サハリン南部、コルサコフの東13kmのプリゴロドノエに建設されたサハリン-2のLNGプラントは、ロシア初の天然ガス液化プラントである。プラント建設工事は日本の千代田化工建設、東洋エンジニアリングとロシアのOAO Nipigaspererabothka (Nipigas)、KhimEnergoとのコンソーシアムが受注した。
主な設備：
- LNG 貯蔵タンク　-10万m3、2基
- LNG 出荷桟橋
- LNG トレイン（LNG液化処理施設、年間480万トン） -　2基

など

## 経緯
サハリン島（樺太）周辺に豊富な化石燃料資源が存在することは早くから予想されていた。その中で、1991年にソビエト連邦政府はサハリン北東部沖のピルトン・アストフスコエ(弁連戸 べれんと)鉱区及びルンスコエ（呂郷 ろごう）鉱区の2鉱床の開発を国際入札を用いることを発表した。この入札には複数の会社が手を挙げた。
1994年にロイヤル・ダッチ・シェルと三井物産、三菱商事の三者が合同でサハリン・エナジー社を設立し、ロシア政府と生産物分与協定（PSA）を締結した。
当初のサハリン・エナジーへの出資比率は英蘭シェルが55%、三井物産25%、三菱商事20%であり、総事業費は100億ドルと見積もられていた。
1999年には第1フェーズ原油生産が行われ、さらに2001年に全体開発計画がロシア政府によって承認された。
2008年中の本格稼働を目指し、最終的には日量18万バレルの原油生産、天然ガス産出量はLNG換算で年間960万トンを見込んでいた。これは日本の総輸入量のそれぞれ4%、18%に相当する。開発計画は順調に進行し、1997年にはピルトン・アストフスコエ鉱区の第1段階開発計画が承認された。しかし環境対策を求められたことで開発費用が増大し、2005年7月14日にサハリン・エナジーは総事業費が当初の100億ドルから200億ドルに倍増すると発表した。
2006年9月、ロシア政府は環境アセスメントの不備を指摘し、サハリン2の開発中止命令を出した。その後の交渉で、2006年12月にロシアのガスプロム参画が決まり、2007年4月にはサハリン・エナジーの株式の50%+1株を取得した。これによってサハリン・エナジーの出資比率は、英蘭シェルが55%から27.5%-1株、三井物産が25%から12.5%、三菱商事が20%から10%に減少した。2007年4月にロシア天然資源省はサハリン・エナジーの環境是正計画を承認。2007年10月には1年以内に工事を完了させることで合意し、開発中止の危機は免れた。
2009年2月18日、日露両首脳が出席する中でサハリン2の稼動式典が行われ、3月29日には液化天然ガスの出荷が始まった。
2022年2月28日、英蘭シェルがロシアによるウクライナ侵攻に抗議する形でサハリン2を含むロシアでの全事業から撤退することを表明した。その後、プーチン大統領が従前の運営会社の再編を決定。2022年8月19日、新たな運営会社であるサハリンスカヤ・エネルギヤが発足した。この時点の外資の受け入れや出資比率は白紙であった。シェルが持っていた権益は2024年3月にガスプロムが948億ルーブル（約1560億円）で取得し、これにより同社の比率は77.5％に上がった。この取引は同年5月2日にインテルファクス通信によって報じられた。

## 自然環境破壊への危惧

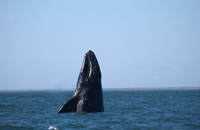
現場付近のコククジラ

- 鉱区の周辺は流氷の接岸、10m近くに達する高波など過酷な気象条件下にあることから、原油流出事故などが発生した場合には破局的な環境汚染を招くとして、一部の自然保護団体から反対運動が行われている。
- IUCNでは、付近の海域に生息するクジラ（特にコククジラが懸念されている）の生息状況を評価している。
- LNG Jetty建設の浚渫に伴う、アニワ湾内のホタテの生息に与える影響が危惧されモニタリングが実施され、影響が無い事が確認された。

## テレビ番組
- 日経スペシャル ガイアの夜明け 燃えよサハリン 〜始動する石油巨大プロジェクト〜（2004年2月24日、テレビ東京）[18]。